# Seconda battaglia navale di Siracusa
Con seconda battaglia navale di Siracusa (anche detta seconda battaglia del Porto Grande, in ogni caso per distinguerla dalla prima) si è soliti accomunare due scontri durante la spedizione ateniese in Sicilia della guerra del Peloponneso avvenuti a distanza di pochi giorni (il primo all'inizio di settembre; il secondo il 10 settembre).

## Antefatti
Gli ateniesi, giunti a Siracusa nel 415 a.C., iniziarono l'assedio nel 414 a.C. A quel punto i generali siracusani, Ermocrate e Gilippo, dopo varie discussioni e piccoli scontri, decisero di affrontare una prima volta gli ateniesi nelle acque favorevoli del Porto Grande. Dopo un periodo di incertezza, Nicia decise di ritirarsi col suo esercito il 27 agosto 413 a.C., proprio quando a Siracusa ci fu un'eclissi totale di Sole che convinse il superstizioso comandante ateniese a rinviare la partenza.

## Svolgimento
A narrare le vicende della battaglia del Porto Grande è lo storico ateniese della guerra del Peloponneso, Tucidide, nel VII libro della sua opera (VII, 52-53 per la prima; VII, 70-72 per la seconda).

### La prima parte dello scontro (inizi settembre)
Quando i Siracusani si accorsero dell'intenzione di fuga del nemico, decisero di non lasciargli alcuna via di fuga. I Siracusani schierarono 76 navi, mentre gli ateniesi 86. Eurimedonte, generale dell'ala destra ateniese, distendendosi su un fronte troppo ampio con le navi, permise ai Siracusani di penetrare nella difesa e di affondare le navi nemiche. I Siracusani, allora, tentarono di decimare anche i marinai delle navi sopravvissute che furono però strenuamente difesi dai soldati etruschi, alleati di Atene. Gilippo e i suoi uomini erano riusciti a impossessarsi di 18 navi ateniesi.
Il fatto più importante di questa battaglia risulta essere la morte del comandante ateniese Eurimedonte.

### La seconda parte dello scontro  (10 settembre)
Al comando degli Ateniesi, dopo la morte di Eurimedonte, si posero: Nicia, Menandro ed Eutidemo. Pianificato il 9 settembre, l'attacco verrà sferrato il giorno successivo mentre a Siracusa si stavano svolgendo le feste in onore di Eracle.
La battaglia iniziò presto: la flotta siracusana era comandata da Sicano e Agatarco, coi Corinzi al centro. Gli Ateniesi iniziarono l'attacco, cercando di distruggere le linee nemiche e approfittare della perdita della formazione, cosa non facile da fare perché nel Porto Grande, in quel momento, erano presenti poco meno di duecento navi, sicché venne a mancare lo spazio per le manovre e la possibilità di fuga. La battaglia pian piano cominciò a volgersi a favore dei Siracusani che, al vedere le navi ateniesi in ritirata, non resistevano alla battuta, domandando se:
(Tucidide, VII, 70)

## Conseguenze
Scrive Tucidide:
(Tucidide, VII, 72)